# Waldrada Langobardská
Waldrada Langobardská také Waltrade či Vuldetrade (534?—570) byla langobardská princezna, dcera krále Wacha, později franská královna a bavorská vévodkyně.
Narodila se mezi rokem 530 až 540. Měla dva sourozence, sestru Wisigardu a bratra Walthara. Podle Origo Gentis Langobardorum se v roce 552 provdala za franského krále Theobalda, syna krále Theudeberta I. Po smrti krále Theobalda v roce 555 se provdala podruhé za franského krále Chlothara I., který ji buď zavrhl či ovdověla a tak se potřetí provdala za Garibalda I. Bavorského.

## Potomci
Ze svazku s Garibaldem se narodilo několik potomků. Prvním byl Tassilo I. Bavorský. Žádný dokument sice neuvádí jméno Tassilova otce, ale protože je otcem Garibalda II. a je nástupcem Garibalda I., který má další syny, je Tassilo považován za nejstaršího syna Garibalda I. Druhým potomkem byla Theodolinda, budoucí manželka langobardských králů Authara a Agilulfa. Třetím potomkem byl Grimoald, pak následován Gundoaldem, vévodou z Asti a otec Ariperta, krále Langobardů. Další dcera neznámeho jména byla provdaná za Ewina, vévody z Trentu. Následující dcerou byla Gertruda, matka Pipina I. Staršího a pak dcera Romilda, manželka Gisulfa II., vévody z Furlanska.